# Eric Johansson
Eric Johansson   (Dalarna, 10 de febrer de 1904 - 22 de febrer de 1972), també conegut com a Eric Umedalen i Eric Myrskog, va ser un atleta suec, especialista en el llançament de martell, que va competir durant la dècada de 1940.
En el seu palmarès destaquen una medalla de plata en la prova del llançament de martell al Campionat d'Europa d'atletisme de 1946 i el campionat nacional de martell de 1946. El 1947 va establir un rècord suec amb un llançament de 57,41 metres, però després de la verificació, es va veure que Johansson emprava un martell més lleuger que el que indicava la normativa. Aquest registre fou anul·lat i Johanssen fou desqualificat a perpetuïtat.

## Millors marques
- llançament de martell. 56.79 metres (1946)[5]